# Ilha Charles (Nunavut)
A ilha Charles é uma ilha de Nunavut, norte do Canadá, no oceano Ártico. Fica na região de Qikiqtaaluk e tem uma área de 235 km², sendo banhada pelo estreito de Hudson, um braço da baía de Hudson. A baía de Charles fica no lado norte da ilha Charles. O cabo de Nouvelle-France (Cabo da Nova França), na península de Ungava da província de Quebec, está diretamente a sudeste da ilha Charles.